# Vanault-les-Dames
Vanault-les-Dames è un comune francese di 395 abitanti situato nel dipartimento della Marna nella regione del Grand Est.

## Società

### Evoluzione demografica
Abitanti censiti